# Tetraponera nigra
Tetraponera nigra é uma espécie de formiga do gênero Tetraponera, pertencente à subfamília Pseudomyrmecinae.